# Omar Chayyām

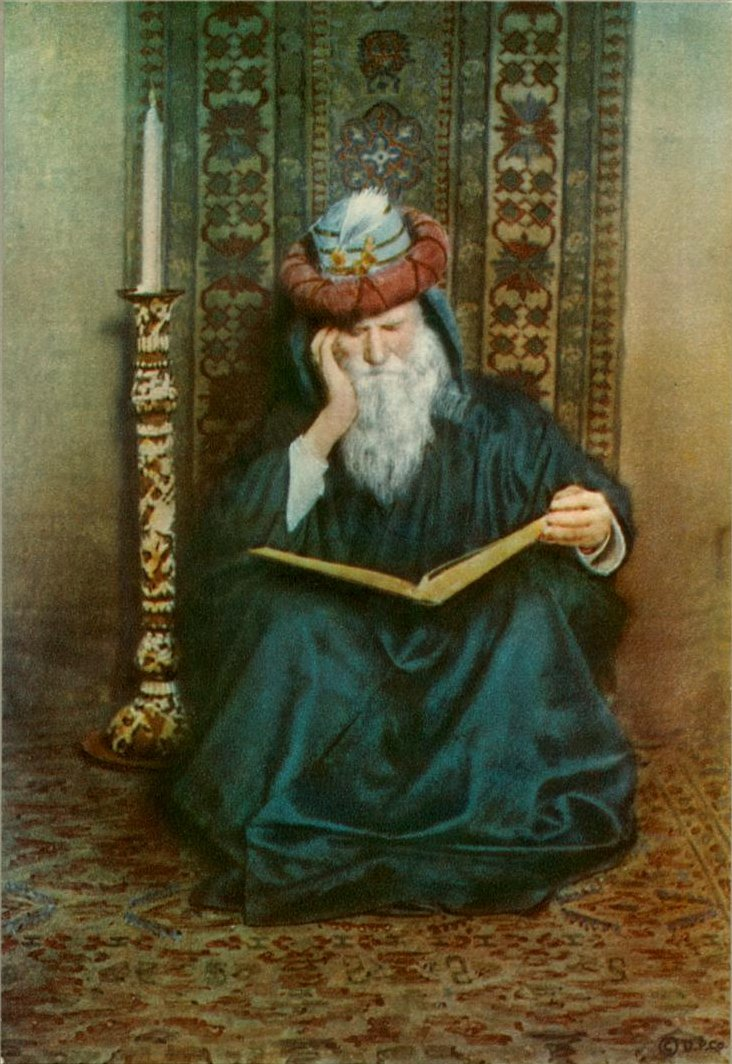
Darstellung Omar Chayyāms

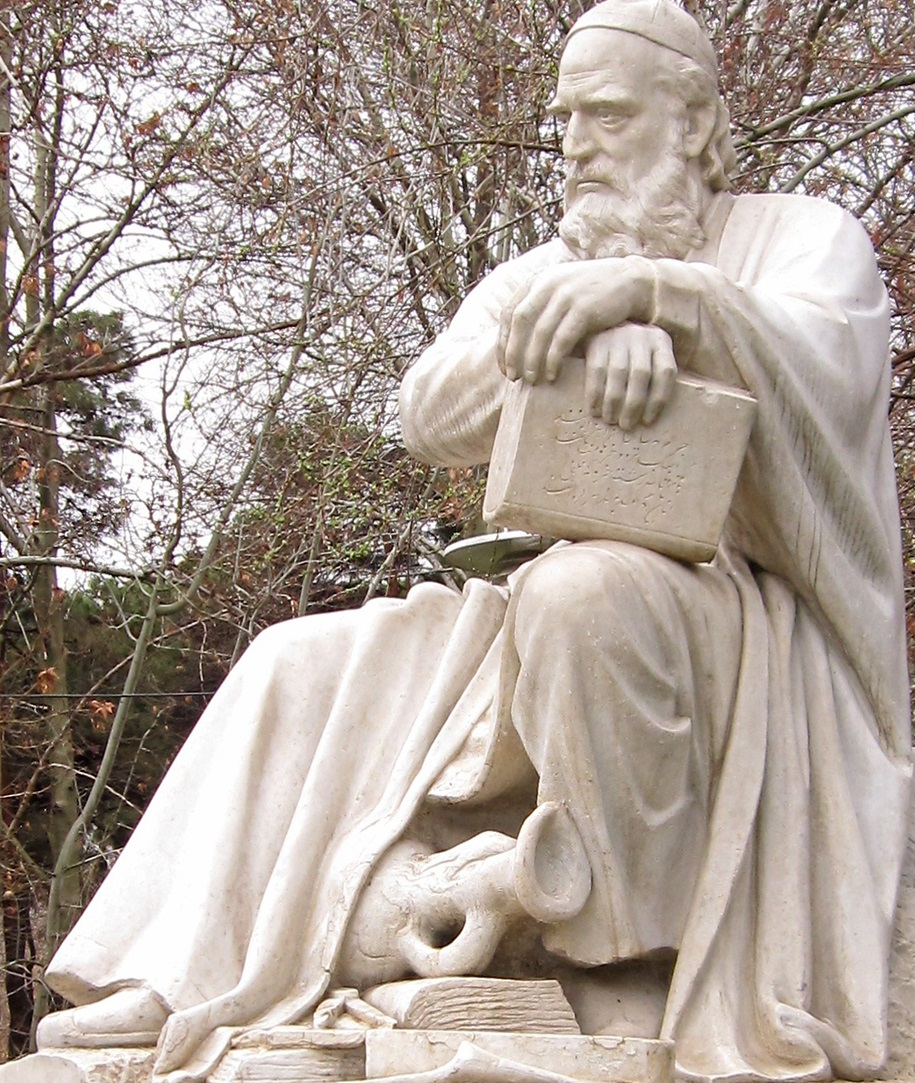
Denkmal Omar Chayyāms in Teheran

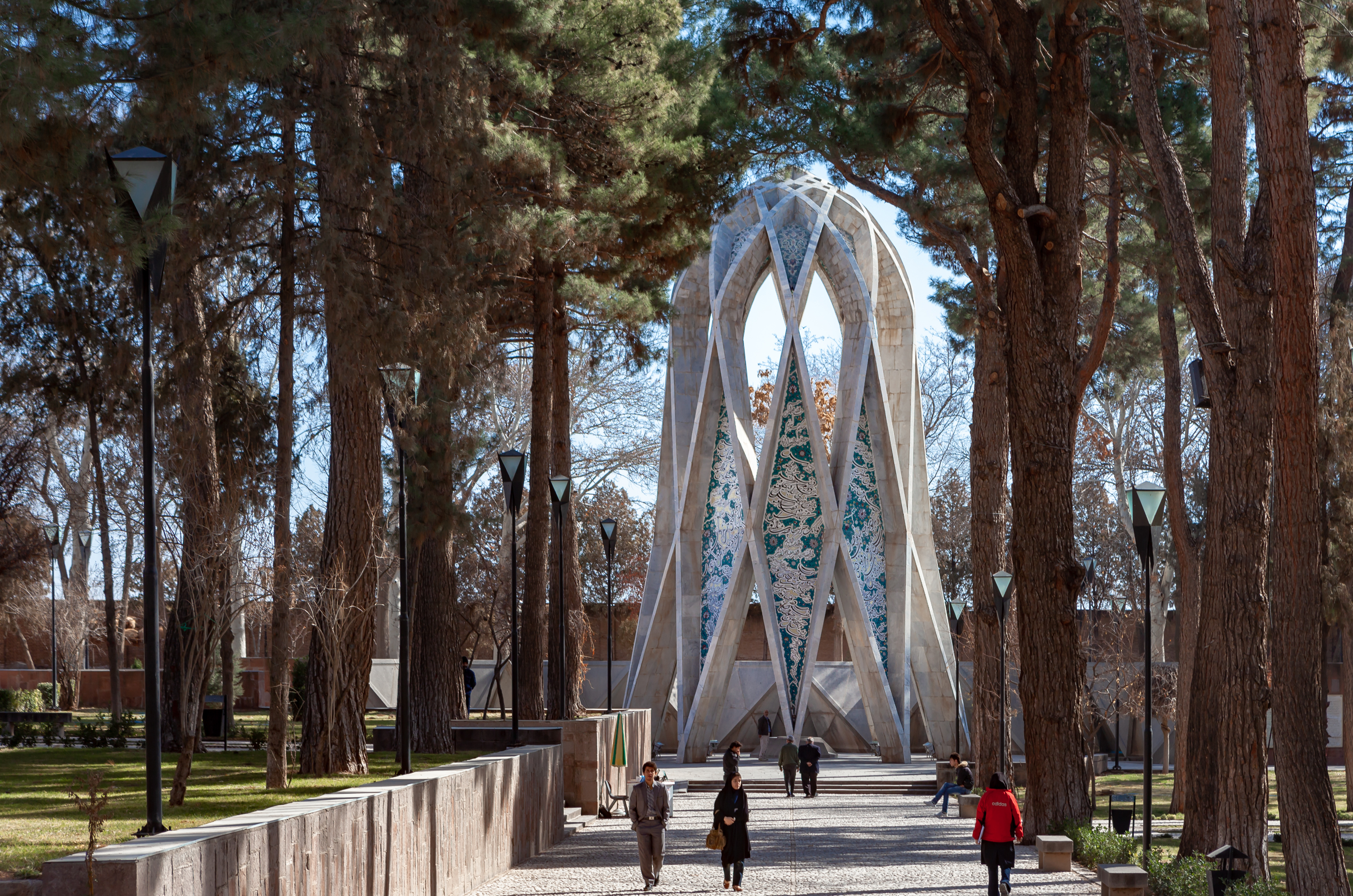
Mausoleum Omar Chayyāms in Nischapur

Omar Chayyām (persisch عمر خیام, DMG ʿOmar-e Ḫayyām oder ʿUmar-i Ḫayyām; arabisch عمر الخيام, DMG ʿUmar al-Ḫayyām ‚‘Umar der Zeltmacher‘, geboren am 18. Mai 1048 in Nischapur, Chorasan, heute in Iran; gestorben am 4. Dezember 1131 ebenda) war ein persischer Mathematiker, Astronom, Astrologe, Kalenderreformer, Philosoph und weltweit vor allem durch seine Vierzeiler (die Rubā‘īyāt) berühmter Dichter.

## Leben und Werk

### Mathematik und Astronomie
Omar Chayyām fand die Lösung kubischer Gleichungen mit Ermittlung ihrer Wurzeln durch die geometrische Darstellung. Seinen Weg setzte erst Jahrhunderte später Descartes fort. Omar Chayyām befasste sich vor allem auch mit der Parallele, wobei er auch nach einem Beweis für das Parallelenaxiom des Euklid suchte (siehe dazu Saccheri-Viereck), und den irrationalen Zahlen. Er schuf ebenso ein lange Zeit vorherrschendes Werk der Algebra, in dem er die allgemeine algebraische Gleichung dritten Grades mithilfe von Kegelschnittkurven löste. Er behandelte auch die Anordnung der Binomialkoeffizienten, die heute als Pascalsches Dreieck bekannt ist.
Der seldschukische Sultan Malik Schah I. beauftragte Omar Chayyām 1073 mit dem Bau eines Observatoriums (das Omar ab 1074 auch leitete) und der Erstellung eines Sonnenkalenders zu astrologischen Zwecken. Omars Kalender war genauer als der 500 Jahre spätere Gregorianische Kalender. Der moderne iranische Kalender beruht auf seinen Berechnungen.
Nach ihm ist der Asteroid des äußeren Hauptgürtels (3095) Omarkhayyam benannt. Auch der Mondkrater Omar Khayyam ist nach ihm benannt. Der im August 2022 mit russischer Hilfe ins All geschossene iranische Überwachungssatellit Khayyam trägt ebenfalls seinen Namen.

### Philosophie und Dichtung
Omar Chayyām, ein Anhänger der Philosophie Avicennas, erwarb zu seiner Zeit auch viel Ansehen durch seine philosophischen Texte, die sachlich eingehend auch mit islamkritischen Themen umgingen. 1080 erschien sein die Willensfreiheit behandelnder philosophischer Traktat über „Sein und Verpflichtung“ bzw. „Sein und Sollen“.
In seinen Robā‘īyāt („Vierzeilern“) sieht man ihn von einer eher aufklärerisch-skeptischen Seite, was auch einige seiner von Weltschmerz erfüllten Verse zeigen, die sich „gegen den mohammedanischen Glaubenssatz der Vorherbestimmung“ wenden. Wenn überhaupt, wurden nur wenige dieser Verse zu seinen Lebzeiten veröffentlicht. Persische Quellen erwähnen und zitieren seine Verse erst ab dem späten 12. Jahrhundert, also nach Omar Chayyāms Tod. Seinen Versen wurde von persischer Seite dichterische Anerkennung verweigert. Man zählte ihn nicht zum „Siebengestirn“ der persischen Dichter (Firdausi, Nezami, Anwari, Hafis, Rumi, Saadi, Dschami).
Eine wörtliche Lesung seiner Gedichte führt zu einer Interpretation seiner philosophischen Lebenseinstellung als eine Kombination aus Pessimismus, Nihilismus, Epikureismus, Fatalismus und Agnostizismus. Diese Ansicht wird von Iranisten, wie Arthur Christensen, H. Schaeder, und Richard N. Frye, vertreten. Andererseits wurden seine Gedichte auch als Teil der Sufi-Dichtung verstanden. Frye (1975) betont, dass Chayyām von einer Reihe berühmter Sufi-Mystiker, die zum selben Jahrhundert gehörten, allerdings abgelehnt wurde. Dies schließt Schams-e Tabrizi (spiritueller Führer von Rumi) ein, der Omar Chayyām als „einen unglücklichen Philosophen, Atheisten und Materialisten“, und Attar, der ihn nicht als einen Mystiker, sondern als einen freidenkenden Wissenschaftler, den im Jenseits Bestrafung erwarte, beschrieb.:68
Erst die kongeniale Übersetzung der Rubai'yat durch den englischen Privatgelehrten Edward FitzGerald in der Mitte des 19. Jahrhunderts machte Omar Chayyām im Westen bekannt und in der anglo-amerikanischen Welt berühmt. Sein Ruhm im Westen strahlte auf den Dichter in seinem Heimatland zurück.
Umfangreiche Übersetzungen ins Deutsche folgten um 1880 durch Adolf Friedrich Graf von Schack und Friedrich Bodenstedt, ab 1912 folgten Übersetzungen von Friedrich Rosen unter dem Titel Die Sinnsprüche Omars des Zeltmachers / Rubaijat-i-Omar-i-Khayyam – aus dem Persischen übertragen von Friedrich Rosen. Klabund fertigte 1917 eine deutsche Nachdichtung unter dem Titel Das Sinngedicht des persischen Zeltmachers in Anspielung auf den Namen Chayyām, der sich von arabisch خيمة chaima, DMG ḫaima ‚Zelt‘ ableitet.

## Künstlerische Adaptionen
Im Anschluss an die erste englische Übersetzung durch Edward Fitzgerald 1859 erschienen zahlreiche teilweise sehr anspruchsvoll illustrierte Ausgaben der Vierzeiler mit dem Text Fitzgeralds. An dieser förmlichen Mode der Omar-Rezeption, die bis in die 1940er Jahre anhielt, beteiligten sich viele Illustratoren vor allem in England seit dem Art Nouveau, beispielsweise Ronald Edmund Balfour, Frank Brangwyn, Edmund Dulac, Anne Harriet Fish, James Gilbert, Jessie Marion King, Florence Lundborg, Willy Pogány, Charles Ricketts, Charles Robinson, Edmund J. Sullivan, Arthur Szyk u.v. a.
Der englische Komponist Sir Granville Bantock komponierte 1906 ein Oratorium Omar Khayyām für Orchester, Chor und drei Solisten (Alt, Tenor, Bariton = Geliebte, Dichter, Philosoph), wobei er auf die Übersetzung der Rubai'yat durch Edward FitzGerald zurückgriff.
Der österreichische Komponist Friedrich Cerha komponierte 1949 „Zehn Rubaijat des Omar Chajjam für gemischten Chor a cappella“ (1949–55)
Das 2011 uraufgeführte „erzählende“ Konzert für Klarinette und Orchester op. 34 unter dem Titel Khayyam des türkischen Komponisten Fazıl Say bezieht sich hauptsächlich auf Omar Chayyāms Leben.
1956 verfilmte William Dieterle das Leben Omar Chayyāms in dem Film Sturm über Persien.
In den Jahren 1971/72 schuf Anatoli Iwanowitsch Kalaschnikow eine abstrakte Holzstichserie zu Omar Chayyam.
2005 bearbeitete Kayvan Mashayekh seine Lebensgeschichte im Film Prince of Persia. Die Legende von Omar.
Das Leben des Omar Chayyām ist auch zentraler Gegenstand des Romans Samarkand (1988) des französisch-libanesischen Schriftstellers Amin Maalouf.
Im Roman „Der Trost des Nachthimmels“ (2016) beschreibt der bosnisch-österreichische Autor Dževad Karahasan das Leben Omar Chayyāms in der Stadt Isfahan, als das Seldschukenreich von Hofintrigen, sozialen Spannungen, fremden Armeen und gewaltbereiten Sektierern bedroht wird.
In der zweiten Hälfte des 20. Jahrhunderts erwarb Chayyām durch ein Lied mit dem arabisch-englischen Plattentitel رباعيات الخيام – Rubaiyat Al-Khayyam („Die Vierzeiler des Chayyām“) von Umm Kulthum einen erneuten Bekanntheitsgrad in der arabischen Welt, wie er ihn vorher dort in diesem Ausmaß nicht besessen hatte.

## Gedichte (Auswahl)

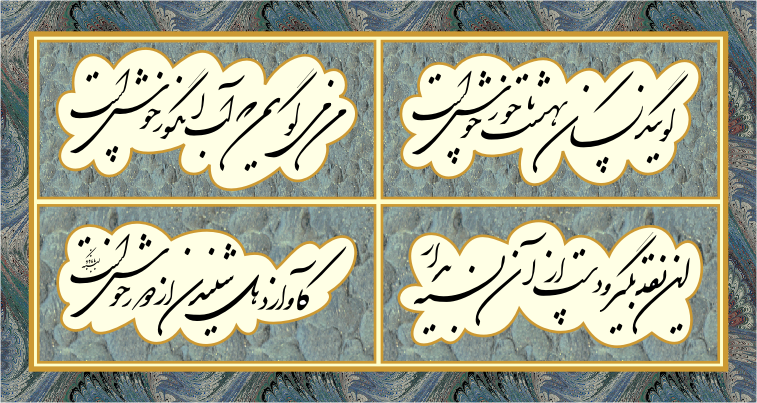
Einer der Omar Chayyām zugeschriebenen Vierzeiler

گویند کسان بهشت با حور خوش است
من می گویم که آب انگور خوش است
این نقد بگیر و دست از آن نسیه بدار
کآواز دهل شنیدن از دور خوش است
gūyand kasān behešt bā ḥūr ḫoš ast
man mīgūyam ke āb-e angūr ḫoš ast
īn naqd begīr-o dast az ān nasiye be-dār
k'āwāz-e dohol šanīdan az dūr ḫoš ast 
Man sagt, das Paradies mit Jungfrau’n sei entzückend,
Ich find’ allein den Rebensaft berückend!
Nimm diesen Cent und den versproch’nen Schatz lass fahren,
Denn Krieges Trommelklang ist nur von fern beglückend.
چون بلبل مست راه در بستان یافت
روى گل و جام باده را خندان یافت
آمد به زبان حال در گوشم گفت
دریاب که عمر رفته را نتوان یافت
čūn bolbol-e mast rāh dar bostān yāft
rū-ye gol-o ǧām-e bāde-rā ḫandān yāft
āmad be-zabān-e ḥāl dar gūšam goft
dar-yāb ke ‘omr-e rafte-rā na-tawān yāft
Wie der trunk’ne Nachtigall den Weg zum Garten fand,
Das Rosenantlitz und den Weinkelch lachend fand,
Kam er und sprach ganz launig in mein Ohr:
»Begreife, dass vergang’nes Leben niemand fand.«
آن قصر که جمشید در او جام گرفت
آھو بچه کرد و روبه آرام گرفت
بھرام که گور ميگرفتى ھمه عمر
دیدى که چگونه گور بھرام گرفت
ān qaṣr ke ǧamšīd dar ū ǧām gereft
āhū bače kard-o rūbah ārām gereft
bahrām ke gūr mīgereftī hame ‘omr
dīdī ke če-gūne gūr bahrām gereft
In jenem Schloss, wo Dschamschīd den Kelch sich nahm,
Das Reh ein Kitz gebar und der Fuchs sich still benahm,
Hat Bahrām den Gūr gejagt sein Leben lang,
Doch sah man, wie der Gūr Bahrām sich nahm.
اى دوست بیا تا غم فردا نخوریم
وین یکدم عمر را غنیمت شمریم
فردا که از این دیر کھن درگذریم
با ھفت ھزار سالکان ھمسفریم
ey dūst biyā tā ġamm-e fardā na-ḫorīm
w'īn yekdam-e ‘omr-rā ġanīmat šomorīm
fardā ke az īn deyr-e kohan dar-goẕarīm
bā haft hezār sālekān ham-safarīm
Komm, o Freund, nicht den Gram von morgen trinken wir,
Nur diese kurzen Augenblick’ des Glücks im Leben zählen wir.
Morgen ist der Tag, wenn aus diesem alten Kloster scheiden wir,
Mit siebentausend Wanderern an uns’rer Seite ziehen wir.
چندان بخورم شراب کاین بوى شراب
آید ز تراب چون شدم زیر تراب
تا بر سر خاک من رسد مخمورى
از بوى شراب من شود مست و خراب
čandān boḫorīm šarāb k'īn bū-ye šarāb
āyad ze torāb čūn šodam zīr-e torāb
tā bar sar-e ḫāk-e man resad maḫmūrī
az bū-ye šarāb-e man šawad mast-o ḫarāb
Viel will ich vom Weine trinken, dass des Weines Duft
Aus der Gruft heraus mag dringen, wenn ich liege in der Gruft.
Dort, wo ich zu Staube werde, kommt einst ein Berauschter her,
Der trunken und zerrüttet wird von meines Weines Duft.
اين چرخ فلك كه ما در او حيرانيم
فانوس خيال از آن مثالى دانيم
خورشيد چراغ دان و عالم فانوس
ما چون صوريم كاندر آن حيرانيم
īn čarḫ-e falak ke mā dar ’ū ḥeyrān-īm
fānūs-e ḫiyāl az ān mes̱āl-ī dānīm
ḫoršīd čerāġ-dān-o ‘ālam fānūs
mā čūn ṣowar-īm k'andar ān ḥeyrān-īm
Dies Glücksrad am Himmel, das uns in Staunen versetzt,
Uns als Laterne des Trugbilds in Träume versetzt.
Die Sonne der Lichtquell, Laterne die Welt –
Wir deren Formen, was uns in Staunen versetzt.

## Werkausgaben
- Wie Wasser strömen wir. Die Rubaijat des Omar Chajjam. Ins Deutsche übertragen von Cyrus Atabay. Mit Grafiken von Josua Reichert. Im Verlag Eremiten-Presse, Düsseldorf 1984, ISBN 3-87365-197-1.
- Wie Wasser im Strom, wie Wuestenwind. Gedichte eines Mystikers. Übersetzt nach der Bodley’schen Handschrift von Walter von der Porten. Zweisprachige Ausgabe. Herausgegeben von Khosro Naghed. Edition Orient, Meerbusch 1992, ISBN 3-922825-49-4.
- Nach Vierzeilern aus Edward Fitzgeralds „Rubaijat“. Übertragen von Salo Weindling. In: Castrum Peregrini 184–185 (1988), S. 94–98, ISSN 0008-7556.
- Durchblättert ist des Lebens Buch. Vierzeiler von Omar Chajjâm. Nachdichtung von Martin Remané. Ausgewählt, aus dem Persischen übersetzt und mit Anmerkungen versehen von Bozorg Alavi, mit Nachworten von Jan Rypka und Bozorg Alavi. Rütten & Loening, Berlin 1962; 2. Auflage 1983.
- Vierzeiler (Rubāʿīyāt) (übersetzt von Friedrich Rosen mit Miniaturen von Hossein Behzad). Berlin 1925 (epubli, Berlin 2010, ISBN 978-3-86931-622-2, Leseprobe bei amazon.de).

Vierzeiler (Rubāʿīyāt) (übersetzt von Friedrich Rosen mit Miniaturen von Hossein Behzad herausgegeben von Wolfgang von Keitz). epubli, Berlin 2025, ISBN 978-3-8197-8932-8.
- Die Sinnsprüche Omars des Zeltmachers. Deutsche Verlagsanstalt, Stuttgart 1909.
  - Omar-i-Khajjam: Sinnsprüche. Aus dem Persischen übertragen von Friedrich Rosen. 5. Auflage. Insel-Verlag, Leipzig 1973 (= Insel-Bücherei. Band 407).
- Roba’iyat Hakim Omar-e Khayyam, herausgegeben von Sadegh Hedayat, Teheran 1923 (persisch).
- Die Lieder und Sprüche des Omar Chajjám. Verdeutscht von Friedrich Bodenstedt. Breslau 1882.
- Die Rubaijat von Omar Khayam begleitet von Persischen Miniaturen. Übersetzt von Adolf Friedrich von Schack. Parkland, Stuttgart 1979, ISBN 3-88059-135-0 (ursprünglich 1878 erschienen).
- Rubaiyat. Authorhouse, Bloomington 2005, ISBN 1-4209-2577-6 (bekannteste Übersetzung ins Englische von Fitzgerald, ursprünglich 1859 erschienen).
- Vierzeiler des Chajjam im Projekt Gutenberg-DE, Deutsch von Joseph von Hammer-Purgstall, 1818.[24]